# 1810 (programa de televisión)
1810 fue un reality show chileno, producido y emitido por Canal 13 en 2009. 22 participantes —11 personajes de la televisión chilena y 11 personajes elegidos mediante un casting masivo— viven en una hacienda, simulando la época de 1810, cuando recién comenzaba a formarse la nación chilena.
El programa está basado en las habilidades de los competidores para adaptarse al estilo de vida de hace 200 años, por ende, no cuentan con electricidad, agua caliente, ni ninguna comodidad tecnológica.
El ganador de este programa, Gabriel Mendoza, se llevó un premio de $50 millones (USD$105.000 aproximadamente). Los competidores fueron encerrados el día domingo 28 de diciembre de 2008, mientras que el estreno del programa se realizó el día lunes 5 de enero de 2009.
1810 tuvo un costo de producción de aproximadamente 3 millones de dólares, de los cuales un tercio se destinó a la ambientación de época. El escenario y el arriendo de la casona en Pirque —la misma usada en los realities La granja y La granja VIP— tienen un valor mensual de 2 millones de pesos. La recaudación diaria de 1810 alcanzó a ser de 120 millones de pesos, y los auspiciadores estables pagaron aproximadamente 400 millones.
Este programa logró, en un principio, que Canal 13 retomara su liderazgo en los reality shows, derrotando en sintonía a su competencia, El juego del miedo —de TVN—, el cual fue cancelado luego de 19 episodios.

## Capítulo estreno
Se presentan en televisión los 11 participantes desconocidos por la audiencia en la cima de una montaña en la Cordillera de los Andes, a los que se le suman luego los 9 participantes restantes pertenecientes al mundo de la televisión. El arribo de estos últimos se realiza en helicóptero.
Luego aparece montada a caballo la conductora Raquel Argandoña, quien realiza una pequeña introducción a lo que están próximos a vivir. Seguido de esto, los 20 participantes deben dejar de lado todo lo perteneciente al siglo XXI para vestirse como en la época de 1800 y emprender una travesía de más de 7 horas por las montañas, hasta la hacienda en la localidad de Pirque. Durante el viaje, los contrincantes reciben una carta que menciona que no serán 20 los que llegarán a destino, seguido de esto se suman 2 nuevos participantes. Ahora, los 22 competidores son divididos en 2 equipos de 11 personas (Libertad e Independencia), los que deben, mediante una competencia, armar un cañón como los usados en esa época. Los participantes del equipo ganador recibirán el título de Señores, mientras que los participantes del equipo perdedor tendrán el título de Sirvientes y deberán servir a los del equipo ganador durante una semana. Este episodio promedió 24,7 puntos de audiencia.

## Participantes
| Participante                                                                      | Edad | Equipo        | Resultado final                         | Resultado anterior                    |
| --------------------------------------------------------------------------------- | ---- | ------------- | --------------------------------------- | ------------------------------------- |
| Gabriel Mendoza Futbolista retirado y ex La granja VIP                            | 41   | Finalista     | Ganador En duelo de fuerza              |                                       |
| Arturo Prat Abogado y estudiante de educación física                              | 28   | Finalista     | 2.º Lugar En duelo de fuerza            |                                       |
| Angélica Sepúlveda Estudiante de pedagogía en español                             | 27   | Finalista     | 3.º Lugar En duelo de equilibrio        |                                       |
| Gonzalo Egas Preparador físico en empresa minera e instructor de artes marciales. | 33   | Finalista     | 4.º Lugar En duelo de equilibrio        | 10.o eliminado En duelo de equilibrio |
| Janis Pope Comunicadora audiovisual, bailarina y ex chica reality                 | 24   | Semifinalista | Semifinalista En duelo de destreza      |                                       |
| Andrea Dellacasa Modelo                                                           | 30   | Semifinalista | Semifinalista En duelo de destreza      |                                       |
| Camila Sanhueza Modelo                                                            | 21   | Individuales  | 20.a eliminada En duelo de habilidad    | 9.a eliminada En duelo de habilidad   |
| Pamela Leiva Técnico jurídico y actriz                                            | 26   | Individuales  | 19.ª eliminada En duelo de equilibrio   |                                       |
| Juan Pablo Álvarez Garzón, estudiante de gastronomía y ex recluta de Pelotón      | 22   | Individuales  | 18.o eliminado En duelo de equilibrio   |                                       |
| Arturo Longton Empresario y ex chico reality                                      | 30   | Individuales  | 17.o eliminado En duelo de destreza     | 7.o eliminado En duelo de habilidad   |
| Mario Ortega Estudiante de ingeniería electrónica                                 | 21   | Individuales  | 16.o eliminado En duelo de habilidad    |                                       |
| Marcelo Vega Futbolista retirado                                                  | 37   | Maipú         | 15.o eliminado En duelo de resistencia  |                                       |
| Leticia Bluee-Blather Estudiante de teatro                                        | 38   | Maipú         | 14.a eliminada En duelo de habilidad    | 6.a eliminada En duelo de fuerza      |
| Francisco Barrena Mago                                                            | 27   | Maipú         | 13.er eliminado En duelo de resistencia |                                       |
| Rodrigo La Rivera Productor de eventos                                            | 36   | Chacabuco     | 12.o eliminado En duelo de habilidad    | Abandona por lesión                   |
| Eliana Albasetti Modelo                                                           | 26   | Maipú         | 11.a eliminada En duelo de fuerza       |                                       |
| Reinaldo González Infante de Marina (R) y exinstructor de Pelotón                 | 50   | Independencia | Abandona por lesión                     |                                       |
| Nicole Ugarte Estudiante de nutrición                                             | 20   | Independencia | 8.a eliminada En duelo de habilidad     |                                       |
| Álvaro Morán Luchador libre                                                       | 31   | Libertad      | 5.o eliminado En duelo de equilibrio    |                                       |
| Aldo Rodríguez Técnico en turismo                                                 | 25   | Independencia | 4.o eliminado En duelo de fuerza        |                                       |
| Bruno Grossi Doctor en ciencias biológicas                                        | 30   | Independencia | Abandona por motivos personales         |                                       |
| Mariana Alcalde Diseñadora de vestuario                                           | 27   | Independencia | 3.a eliminada En duelo de equilibrio    |                                       |
| Edmundo Varas Animador de eventos y preparador físico                             | 26   | Libertad      | Expulsado Por transgredir reglas        |                                       |
| Juan Carlos Bustos Estudiante de teatro                                           | 19   | Independencia | 2.o eliminado En duelo de fuerza        |                                       |
| Natalia Pinto Estudiante de tecnología médica                                     | 21   | Libertad      | 1.a eliminada En duelo de habilidad     |                                       |

- Semanas 1 - 11:

     Participante equipo Libertad.
     Participante equipo Independencia.
- Semanas 12 - 16:

     Participante equipo Maipú.
     Participante equipo Chacabuco.
- Semanas 17 - 21:

     Participante individual

### Participantes en competencias anteriores
| Concursante        | Reality                                      | País  | Año       | Resultado                |
| ------------------ | -------------------------------------------- | ----- | --------- | ------------------------ |
| Janis Pope         | Protagonistas de la fama Expedición Robinson | Chile | 2003 2006 | 6.a eliminada 3.er lugar |
| Juan Pablo Álvarez | Pelotón I                                    | Chile | 2007      | 16.o eliminado           |
| Reinaldo González  | Pelotón                                      | Chile | 2007-2008 | Instructor               |
| Angélica Sepúlveda | Granjeras                                    | Chile | 2005      | Ganadora                 |
| Arturo Longton     | La granja Expedición Robinson                | Chile | 2005      | 3.er lugar Abandonó      |
| Edmundo Varas      | Amor Ciego                                   | Chile | 2007      | Ganador                  |
| Eliana Albasetti   | Amor ciego 2                                 | Chile | 2007      | 3.er lugar               |
| Gabriel Mendoza    | La granja VIP                                | Chile | 2005      | 2.o lugar                |
| Gonzalo Egas       | La Granja                                    | Chile | 2005      | Ganador                  |
| Mario Ortega       | Amor ciego 2                                 | Chile | 2007      | Ganador                  |

## Audiencia
| Horário              | # Eps. | Estreno            | Estreno         | Final               | Final           | Posición | Temporada | Medio Alto |
| Horário              | # Eps. | Data               | Primer capítulo | Data                | Último capítulo | Posición | Temporada | Medio Alto |
| -------------------- | ------ | ------------------ | --------------- | ------------------- | --------------- | -------- | --------- | ---------- |
| Lunes - Jueves 22:00 | 105    | 5 de enero de 2009 | 24,09           | 19 de julio de 2009 | 38,5            | 1        | 2009      | 22,5       |

## Fases de la competencia

### Grupales
| Semanas:     | 1 - 10                | 1 - 10             |  | 12 - 16               | 12 - 16            |
| Equipos:     | Libertad              | Independencia      |  | Maipú                 | Chacabuco          |
| Integrantes: | Angélica Sepúlveda    | Aldo Rodríguez     |  | Camila Sanhueza       | Andrea Dellacasa   |
| Integrantes: | Arturo Prat           | Andrea Dellacasa   |  | Eliana Albasetti      | Angélica Sepúlveda |
| Integrantes: | Camila Sanhueza       | Bruno Grossi       |  | Francisco Barrena     | Arturo Longton     |
| Integrantes: | Edmundo Varas         | Gabriel Mendoza    |  | Gabriel Mendoza       | Arturo Prat        |
| Integrantes: | Eliana Albasetti      | Janis Pope         |  | Leticia Bluee-Blather | Gonzalo Egas       |
| Integrantes: | Gonzalo Egas          | Juan Carlos Bustos |  | Marcelo Vega          | Janis Pope         |
| Integrantes: | Juan Pablo Álvarez    | Mariana Alcalde    |  | Mario Ortega          | Juan Pablo Álvarez |
| Integrantes: | Leticia Bluee-Blather | Mario Ortega       |  | Pamela Leiva          | Rodrigo La Rivera  |
| Integrantes: | Marcelo Vega          | Nicole Ugarte      |  |                       |                    |
| Integrantes: | Natalia Pinto         | Pamela Leiva       |  |                       |                    |
| Integrantes: | Rodrigo La Rivera     | Reinaldo González  |  |                       |                    |
| Integrantes: | Álvaro Morán          | Francisco Barrena  |  |                       |                    |
| Integrantes: | Arturo Longton        | Rodrigo La Rivera  |  |                       |                    |

### Individuales
| Semanas:       | 17 - 21            |            | Final                    | Final                    | Final                    | Final                    | Final                    | Final                    | Final                    | Final                    | Final                    |
| Instancia:     | Individuales       |            | "1810: La Batalla Final" | "1810: La Batalla Final" | "1810: La Batalla Final" | "1810: La Batalla Final" | "1810: La Batalla Final" | "1810: La Batalla Final" | "1810: La Batalla Final" | "1810: La Batalla Final" | "1810: La Batalla Final" |
| Instancia:     | Individuales       | Finalistas |                          | Semifinal                |                          | Final                    |                          | Ganador                  |                          |                          |                          |
| Participantes: | Andrea Dellacasa   |            | Andrea Dellacasa         |                          | Angélica Sepúlveda       |                          | Arturo Prat              |                          | Gabriel Mendoza          |                          |                          |
| Participantes: | Angélica Sepúlveda |            | Angélica Sepúlveda       |                          | Arturo Prat              |                          | Gabriel Mendoza          |                          |                          |                          |                          |
| Participantes: | Arturo Longton     |            | Arturo Prat              |                          | Gabriel Mendoza          |                          |                          |                          |                          |                          |                          |
| Participantes: | Arturo Prat        |            | Gabriel Mendoza          |                          | Gonzalo Egas             |                          |                          |                          |                          |                          |                          |
| Participantes: | Camila Sanhueza    |            | Gonzalo Egas             |                          |                          |                          |                          |                          |                          |                          |                          |
| Participantes: | Gabriel Mendoza    |            | Janis Pope               |                          |                          |                          |                          |                          |                          |                          |                          |
| Participantes: | Gonzalo Egas       |            |                          |                          |                          |                          |                          |                          |                          |                          |                          |
| Participantes: | Janis Pope         |            |                          |                          |                          |                          |                          |                          |                          |                          |                          |
| Participantes: | Juan Pablo Álvarez |            |                          |                          |                          |                          |                          |                          |                          |                          |                          |
| Participantes: | Mario Ortega       |            |                          |                          |                          |                          |                          |                          |                          |                          |                          |
| Participantes: | Pamela Leiva       |            |                          |                          |                          |                          |                          |                          |                          |                          |                          |

## Votos del cabildo abierto

### Equipos
| Equipo ganador:      | Independ.           | Libertad             | Libertad           | Libertad             | Independ.         | Independ.          | Independ.            | Libertad         | Independ.          | Independ.          | Chacab.           | Maipú                | Chacab.             | Chacab.           | Chacab.           |  |  |  |  |  |  |  |  |  |  |  |  |  |  |  |  |  |  |  |  |  |  |  |  |  |  |  |  |  |  |  |  |  |  |  |  |  |  |
| Inmune legado:       |                     | Angélica             | Nicole             | Pamela               | Mario             | J. Pablo           | A. Prat              | Andrea           | Mario              | Eliana             | Angélica          | Francisco            | Marcelo             |                   |                   |  |  |  |  |  |  |  |  |  |  |  |  |  |  |  |  |  |  |  |  |  |  |  |  |  |  |  |  |  |  |  |  |  |  |  |  |  |  |
| Inmune individual:   | Camila              | Mario                | Andrea             | Mario                | A. Longton        | Camila             | Gonzalo              |                  |                    | Marcelo            | Pamela            | A. Prat              |                     |                   |                   |  |  |  |  |  |  |  |  |  |  |  |  |  |  |  |  |  |  |  |  |  |  |  |  |  |  |  |  |  |  |  |  |  |  |  |  |  |  |
| Andrea               | Natalia             | J. Carlos            | Mariana            | Aldo                 | A. Prat           | Leticia            | A. Longton           | Janis            | Camila             | J. Pablo           | Camila            | Rodrigo              | Gabriel             | Leticia           | Marcelo           |  |  |  |  |  |  |  |  |  |  |  |  |  |  |  |  |  |  |  |  |  |  |  |  |  |  |  |  |  |  |  |  |  |  |  |  |  |  |
| Angélica             | Eliana              | Reinaldo             | Mariana            | Reinaldo             | A. Longton        | Camila             | A. Longton           | Janis            | Eliana             | J. Pablo           | Eliana            | A. Longton           | Gabriel             | Leticia           | Gabriel           |  |  |  |  |  |  |  |  |  |  |  |  |  |  |  |  |  |  |  |  |  |  |  |  |  |  |  |  |  |  |  |  |  |  |  |  |  |  |
| A. Longton2          |                     |                      | Mariana            | Francisco            | Marcelo           | Angélica           | J. Pablo             |                  |                    |                    | Eliana            | Rodrigo              | Gabriel             | Leticia           | Gabriel           |  |  |  |  |  |  |  |  |  |  |  |  |  |  |  |  |  |  |  |  |  |  |  |  |  |  |  |  |  |  |  |  |  |  |  |  |  |  |
| A. Prat              | Eliana              | Bruno                | Mariana            | Reinaldo             | Álvaro            | Leticia            | J. Pablo             | Janis            | Eliana             | J. Pablo           | Eliana            | A. Longton           | Gabriel             | Leticia           | Gabriel           |  |  |  |  |  |  |  |  |  |  |  |  |  |  |  |  |  |  |  |  |  |  |  |  |  |  |  |  |  |  |  |  |  |  |  |  |  |  |
| Camila               | Edmundo             | Bruno                | Pamela             | Francisco            | Álvaro            | Angélica           | J. Pablo             | Pamela           | Angélica           |                    | Leticia           | A. Longton           | Mario               | Leticia           | Gabriel           |  |  |  |  |  |  |  |  |  |  |  |  |  |  |  |  |  |  |  |  |  |  |  |  |  |  |  |  |  |  |  |  |  |  |  |  |  |  |
| Gabriel              | Natalia             | J. Carlos            | Mariana            | Francisco            | A. Prat           | Leticia            | A. Longton           | Nicole           | Camila             | Gonzalo            | Leticia           | Gonzalo              | Francisco           | Camila            | Mario             |  |  |  |  |  |  |  |  |  |  |  |  |  |  |  |  |  |  |  |  |  |  |  |  |  |  |  |  |  |  |  |  |  |  |  |  |  |  |
| Gonzalo              | Rodrigo             | Bruno                | Mariana            | Francisco            | Álvaro            | Angélica           | J. Pablo             | Pamela           | Angélica           | J. Pablo           | Camila            | Rodrigo              | Gabriel             | Pamela            | Marcelo           |  |  |  |  |  |  |  |  |  |  |  |  |  |  |  |  |  |  |  |  |  |  |  |  |  |  |  |  |  |  |  |  |  |  |  |  |  |  |
| Janis                | Natalia             | J. Carlos            | Mariana            | Aldo                 | A. Prat           | Leticia            | A. Longton           | Nicole           | Eliana             | J. Pablo           | Eliana            | Rodrigo              | Mario               | Leticia           | Marcelo           |  |  |  |  |  |  |  |  |  |  |  |  |  |  |  |  |  |  |  |  |  |  |  |  |  |  |  |  |  |  |  |  |  |  |  |  |  |  |
| J. Pablo             | Edmundo             | Bruno                | Mariana            | Francisco            | Álvaro            | Leticia            | A. Longton           | Pamela           | Angélica           | A. Prat            | Camila            | Rodrigo              | Gabriel             | Leticia           | Marcelo           |  |  |  |  |  |  |  |  |  |  |  |  |  |  |  |  |  |  |  |  |  |  |  |  |  |  |  |  |  |  |  |  |  |  |  |  |  |  |
| Mario                | Natalia             | Nicole               | Mariana            | Francisco            | J. Pablo          | Leticia            | Marcelo              | Nicole           | Camila             | Gonzalo            | Leticia           | A. Longton           | Francisco           | Leticia           | Marcelo           |  |  |  |  |  |  |  |  |  |  |  |  |  |  |  |  |  |  |  |  |  |  |  |  |  |  |  |  |  |  |  |  |  |  |  |  |  |  |
| Pamela               | Natalia             | J. Carlos            | Janis              | Aldo                 | A. Prat           | Leticia            | Marcelo              | Nicole           | Camila             | Gonzalo            | Leticia           | A. Longton           | Francisco           | Camila            | Mario             |  |  |  |  |  |  |  |  |  |  |  |  |  |  |  |  |  |  |  |  |  |  |  |  |  |  |  |  |  |  |  |  |  |  |  |  |  |  |
| Marcelo              | Eliana              | Bruno                | Mariana            | Gabriel              | Álvaro            | Angélica           | A. Longton           | Pamela           | Angélica           | A. Prat            | Leticia           | A. Longton           | Francisco           | Camila            | Mario             |  |  |  |  |  |  |  |  |  |  |  |  |  |  |  |  |  |  |  |  |  |  |  |  |  |  |  |  |  |  |  |  |  |  |  |  |  |  |
| Leticia              | Eliana              | Bruno                | Mariana            | Reinaldo             | Álvaro            | Camila             |                      |                  |                    |                    | Eliana            | A. Longton           | Francisco           | Camila            |                   |  |  |  |  |  |  |  |  |  |  |  |  |  |  |  |  |  |  |  |  |  |  |  |  |  |  |  |  |  |  |  |  |  |  |  |  |  |  |
| Francisco3           |                     |                      |                    | Aldo                 | A. Prat           | Eliana             | Marcelo              | Nicole           | Eliana             | Gonzalo            | Leticia           | A. Longton           | Gabriel             |                   |                   |  |  |  |  |  |  |  |  |  |  |  |  |  |  |  |  |  |  |  |  |  |  |  |  |  |  |  |  |  |  |  |  |  |  |  |  |  |  |
| Rodrigo1 4           | Eliana              |                      |                    |                      |                   |                    |                      |                  | Camila             | J. Pablo           | Camila            | A. Longton           |                     |                   |                   |  |  |  |  |  |  |  |  |  |  |  |  |  |  |  |  |  |  |  |  |  |  |  |  |  |  |  |  |  |  |  |  |  |  |  |  |  |  |
| Eliana               | Edmundo             | Bruno                | Pamela             | Francisco            | Álvaro            | Leticia            | J. Pablo             | Pamela           | Angélica           | A. Prat            | Leticia           |                      |                     |                   |                   |  |  |  |  |  |  |  |  |  |  |  |  |  |  |  |  |  |  |  |  |  |  |  |  |  |  |  |  |  |  |  |  |  |  |  |  |  |  |
| Reinaldo4            | Natalia             | J. Carlos            | Mariana            | Aldo                 | A. Prat           | Leticia            | A. Longton           | Nicole           |                    |                    |                   |                      |                     |                   |                   |  |  |  |  |  |  |  |  |  |  |  |  |  |  |  |  |  |  |  |  |  |  |  |  |  |  |  |  |  |  |  |  |  |  |  |  |  |  |
| Nicole               | Leticia             | Bruno                | Janis              | Francisco            | A. Prat           | Leticia            | A. Longton           | Janis            |                    |                    |                   |                      |                     |                   |                   |  |  |  |  |  |  |  |  |  |  |  |  |  |  |  |  |  |  |  |  |  |  |  |  |  |  |  |  |  |  |  |  |  |  |  |  |  |  |
| Álvaro1              |                     | Bruno                | Mariana            | Francisco            | J. Pablo          |                    |                      |                  |                    |                    |                   |                      |                     |                   |                   |  |  |  |  |  |  |  |  |  |  |  |  |  |  |  |  |  |  |  |  |  |  |  |  |  |  |  |  |  |  |  |  |  |  |  |  |  |  |
| Aldo                 | Natalia             | Nicole               | Janis              | Francisco            |                   |                    |                      |                  |                    |                    |                   |                      |                     |                   |                   |  |  |  |  |  |  |  |  |  |  |  |  |  |  |  |  |  |  |  |  |  |  |  |  |  |  |  |  |  |  |  |  |  |  |  |  |  |  |
| Bruno3               | Natalia             | Nicole               | Janis              |                      |                   |                    |                      |                  |                    |                    |                   |                      |                     |                   |                   |  |  |  |  |  |  |  |  |  |  |  |  |  |  |  |  |  |  |  |  |  |  |  |  |  |  |  |  |  |  |  |  |  |  |  |  |  |  |
| Mariana              | Natalia             | J. Carlos            | Janis              |                      |                   |                    |                      |                  |                    |                    |                   |                      |                     |                   |                   |  |  |  |  |  |  |  |  |  |  |  |  |  |  |  |  |  |  |  |  |  |  |  |  |  |  |  |  |  |  |  |  |  |  |  |  |  |  |
| Edmundo2             | Rodrigo             | Bruno                |                    |                      |                   |                    |                      |                  |                    |                    |                   |                      |                     |                   |                   |  |  |  |  |  |  |  |  |  |  |  |  |  |  |  |  |  |  |  |  |  |  |  |  |  |  |  |  |  |  |  |  |  |  |  |  |  |  |
| J. Carlos            | Natalia             | Pamela               |                    |                      |                   |                    |                      |                  |                    |                    |                   |                      |                     |                   |                   |  |  |  |  |  |  |  |  |  |  |  |  |  |  |  |  |  |  |  |  |  |  |  |  |  |  |  |  |  |  |  |  |  |  |  |  |  |  |
| Natalia              | Eliana              |                      |                    |                      |                   |                    |                      |                  |                    |                    |                   |                      |                     |                   |                   |  |  |  |  |  |  |  |  |  |  |  |  |  |  |  |  |  |  |  |  |  |  |  |  |  |  |  |  |  |  |  |  |  |  |  |  |  |  |
| Nominado sirvientes: | Eliana 6/11 votos   | J. Carlos 6/11 votos | Janis1 5/10 votos  | Aldo 5/9 votos       | Álvaro 7/10 votos | Angélica 4/9 votos | J. Pablo 5/8 votos   | Nicole 6/8 votos | Angélica 5/7 votos | A. Prat2 4/6 votos | Leticia 6/7 votos | Rodrigo 5/8 votos    | Francisco 5/7 votos | Camila 4/6 votos  | Mario 3/5 votos   |  |  |  |  |  |  |  |  |  |  |  |  |  |  |  |  |  |  |  |  |  |  |  |  |  |  |  |  |  |  |  |  |  |  |  |  |  |  |
| Nominado señores:    | Natalia 10/11 votos | Bruno 9/10 votos     | Mariana 8/10 votos | Francisco 6/10 votos | A. Prat 7/8 votos | Leticia 7/8 votos  | A. Longton 5/8 votos | Pamela 5/7 votos | Camila 5/7 votos   | Gonzalo 4/7 votos  | Eliana3 5/9 votos | A. Longton 6/7 votos | Gabriel 6/7 votos   | Leticia 6/7 votos | Marcelo 4/7 votos |  |  |  |  |  |  |  |  |  |  |  |  |  |  |  |  |  |  |  |  |  |  |  |  |  |  |  |  |  |  |  |  |  |  |  |  |  |  |
| Eliminado:           | Natalia             | J. Carlos            | Mariana            | Aldo                 | Álvaro            | Leticia            | A. Longton           | Nicole           | Camila             | Gonzalo            | Eliana            | Rodrigo              | Francisco           | Leticia           | Marcelo           |  |  |  |  |  |  |  |  |  |  |  |  |  |  |  |  |  |  |  |  |  |  |  |  |  |  |  |  |  |  |  |  |  |  |  |  |  |  |

- Nicole, al estar inmune, debió desempatar entre Mariana y Janis. Ella votó por Janis.
- Eliana, al estar inmune, debió desempatar entre A. Prat y J. Pablo. Ella votó por A. Prat.
- Angélica, al estar inmune, debió desempatar entre Eliana y Camila. Ella votó por Eliana.
- En la semana 17, se unifican los equipos.

### Individuales
| Inmunes competencia:    | Janis              | Janis              | Angélica             | Angélica             | Angélica           | Angélica           | Camila           | Camila           | Angélica         | Angélica         |  |  |  |  |  |  |  |  |  |  |  |  |  |  |  |  |  |  |  |  |  |  |  |  |  |  |  |  |  |  |  |  |  |  |  |  |  |  |
| Inmunes competencia:    | A. Prat            | A. Prat            | Gabriel              | Gabriel              | Gonzalo            | Gonzalo            | Gabriel          | Gabriel          | Gabriel          | Gabriel          |  |  |  |  |  |  |  |  |  |  |  |  |  |  |  |  |  |  |  |  |  |  |  |  |  |  |  |  |  |  |  |  |  |  |  |  |  |  |
| Inmune Legado:          | Gabriel            | Gabriel            | J. Pablo             | J. Pablo             | Sin inmune         | Sin inmune         | Sin inmune       | Sin inmune       | Sin inmune       | Sin inmune       |  |  |  |  |  |  |  |  |  |  |  |  |  |  |  |  |  |  |  |  |  |  |  |  |  |  |  |  |  |  |  |  |  |  |  |  |  |  |
| Inmune Individual:      | Gonzalo            | Gonzalo            | Sin inmune           | Sin inmune           | Sin inmune         | Sin inmune         | Angélica         | Angélica         | Sin inmune       | Sin inmune       |  |  |  |  |  |  |  |  |  |  |  |  |  |  |  |  |  |  |  |  |  |  |  |  |  |  |  |  |  |  |  |  |  |  |  |  |  |  |
| Perdedores Competencia: | Pamela             | Pamela             | Andrea               | Andrea               | Pamela             | Pamela             | Pamela           | Pamela           | Andrea           | Andrea           |  |  |  |  |  |  |  |  |  |  |  |  |  |  |  |  |  |  |  |  |  |  |  |  |  |  |  |  |  |  |  |  |  |  |  |  |  |  |
| Perdedores Competencia: | J. Pablo           | J. Pablo           | A. Longton           | A. Longton           | Gabriel            | Gabriel            | Gonzalo          | Gonzalo          | Gonzalo          | Gonzalo          |  |  |  |  |  |  |  |  |  |  |  |  |  |  |  |  |  |  |  |  |  |  |  |  |  |  |  |  |  |  |  |  |  |  |  |  |  |  |
| Andrea                  | J. Pablo           | Mario              | -                    | A. Prat              | Gabriel            | J. Pablo           | Pamela           | -                | -                | Camila           |  |  |  |  |  |  |  |  |  |  |  |  |  |  |  |  |  |  |  |  |  |  |  |  |  |  |  |  |  |  |  |  |  |  |  |  |  |  |
| Angélica                | J. Pablo           | A. Longton         | Andrea               | Gonzalo              | Pamela             | J. Pablo           | Pamela           | Janis            | Andrea           | Janis            |  |  |  |  |  |  |  |  |  |  |  |  |  |  |  |  |  |  |  |  |  |  |  |  |  |  |  |  |  |  |  |  |  |  |  |  |  |  |
| A. Prat                 | J. Pablo           | A. Longton         | Andrea               | -                    | Gabriel            | -                  | Gonzalo          | Andrea           | Andrea           | Camila           |  |  |  |  |  |  |  |  |  |  |  |  |  |  |  |  |  |  |  |  |  |  |  |  |  |  |  |  |  |  |  |  |  |  |  |  |  |  |
| Gabriel                 | J. Pablo           | Mario              | A. Longton           | A. Prat              | -                  | J. Pablo           | Pamela           | Andrea           | Andrea           | Camila           |  |  |  |  |  |  |  |  |  |  |  |  |  |  |  |  |  |  |  |  |  |  |  |  |  |  |  |  |  |  |  |  |  |  |  |  |  |  |
| Gonzalo                 | J. Pablo           | Mario              | A. Longton           | -                    | Gabriel            | J. Pablo           | -                | Andrea           | -                | Camila           |  |  |  |  |  |  |  |  |  |  |  |  |  |  |  |  |  |  |  |  |  |  |  |  |  |  |  |  |  |  |  |  |  |  |  |  |  |  |
| Janis                   | J. Pablo           | Mario              | A. Longton           | A. Prat              | Gabriel            | A. Prat            | Pamela           | -                | Gonzalo          | -                |  |  |  |  |  |  |  |  |  |  |  |  |  |  |  |  |  |  |  |  |  |  |  |  |  |  |  |  |  |  |  |  |  |  |  |  |  |  |
| Camila                  | J. Pablo           | Mario              | A. Longton           | A. Prat              | Gabriel            | A. Prat            | Pamela           | Andrea           | Andrea           | -                |  |  |  |  |  |  |  |  |  |  |  |  |  |  |  |  |  |  |  |  |  |  |  |  |  |  |  |  |  |  |  |  |  |  |  |  |  |  |
| Pamela                  | -                  | A. Longton         | A. Longton           | A. Prat              | -                  | J. Pablo           | -                | Andrea           |                  |                  |  |  |  |  |  |  |  |  |  |  |  |  |  |  |  |  |  |  |  |  |  |  |  |  |  |  |  |  |  |  |  |  |  |  |  |  |  |  |
| J. Pablo                | -                  | A. Longton         | Andrea               | Gonzalo              | Pamela             | -                  |                  |                  |                  |                  |  |  |  |  |  |  |  |  |  |  |  |  |  |  |  |  |  |  |  |  |  |  |  |  |  |  |  |  |  |  |  |  |  |  |  |  |  |  |
| A. Longton              | J. Pablo           | -                  | -                    | A. Prat              |                    |                    |                  |                  |                  |                  |  |  |  |  |  |  |  |  |  |  |  |  |  |  |  |  |  |  |  |  |  |  |  |  |  |  |  |  |  |  |  |  |  |  |  |  |  |  |
| Mario                   | Pamela             | -                  |                      |                      |                    |                    |                  |                  |                  |                  |  |  |  |  |  |  |  |  |  |  |  |  |  |  |  |  |  |  |  |  |  |  |  |  |  |  |  |  |  |  |  |  |  |  |  |  |  |  |
| Nominado Perdedor:      | J. Pablo 8/9 votos | J. Pablo 8/9 votos | A. Longton 5/8 votos | A. Longton 5/8 votos | Gabriel 5/7 votos  | Gabriel 5/7 votos  | Pamela 5/6 votos | Pamela 5/6 votos | Andrea 4/5 votos | Andrea 4/5 votos |  |  |  |  |  |  |  |  |  |  |  |  |  |  |  |  |  |  |  |  |  |  |  |  |  |  |  |  |  |  |  |  |  |  |  |  |  |  |
| Nominado Cabildo:       | Mario 5/9 votos    | Mario 5/9 votos    | A. Prat 6/8 votos    | A. Prat 6/8 votos    | J. Pablo 5/7 votos | J. Pablo 5/7 votos | Andrea 5/6 votos | Andrea 5/6 votos | Camila 4/5 votos | Camila 4/5 votos |  |  |  |  |  |  |  |  |  |  |  |  |  |  |  |  |  |  |  |  |  |  |  |  |  |  |  |  |  |  |  |  |  |  |  |  |  |  |
| Eliminado:              | Mario              | Mario              | A. Longton           | A. Longton           | J. Pablo           | J. Pablo           | Pamela           | Pamela           | Camila           | Camila           |  |  |  |  |  |  |  |  |  |  |  |  |  |  |  |  |  |  |  |  |  |  |  |  |  |  |  |  |  |  |  |  |  |  |  |  |  |  |

## Competencias

### Equipos
| Semana | Equipo ganador | Equipo perdedor | Nominado de Sirvientes | Nominado de Señores | Tipo de duelo | Eliminado(a)   |
| 1      | Independencia  | Libertad        | Eliana                 | Natalia             | Habilidad     | Natalia        |
| 2      | Libertad       | Independencia   | Juan Carlos            | Bruno               | Fuerza        | Juan Carlos    |
| 3      | Libertad       | Independencia   | Janis                  | Mariana             | Equilibrio    | Mariana        |
| 4      | Libertad       | Independencia   | Aldo                   | Francisco           | Fuerza        | Aldo           |
| 5      | Independencia  | Libertad        | Álvaro                 | Arturo Prat         | Equilibrio    | Álvaro         |
| 6      | Independencia  | Libertad        | Angélica               | Leticia             | Fuerza        | Leticia        |
| 7      | Independencia  | Libertad        | Juan Pablo             | Arturo Longton      | Habilidad     | Arturo Longton |
| 8      | Libertad       | Independencia   | Nicole                 | Pamela              | Habilidad     | Nicole         |
| 9      | Independencia  | Libertad        | Angélica               | Camila              | Habilidad     | Camila         |
| 10     | Independencia  | Libertad        | Arturo Prat            | Gonzalo             | Equilibrio    | Gonzalo        |
| 12     | Chacabuco      | Maipú           | Leticia                | Eliana              | Fuerza        | Eliana         |
| 13     | Maipú          | Chacabuco       | Rodrigo                | Arturo Longton      | Habilidad     | Rodrigo        |
| 14     | Chacabuco      | Maipú           | Francisco              | Gabriel             | Resistencia   | Francisco      |
| 15     | Chacabuco      | Maipú           | Camila                 | Leticia             | Habilidad     | Leticia        |
| 16     | Chacabuco      | Maipú           | Mario                  | Marcelo             | Fuerza        | Marcelo        |

### Individuales
| Semana | Competidor ganador  | Competidor perdedor     | Nominado perdedor | Nominado en cabildo | Tipo de duelo | Eliminado(a)   |
| 17     | Janis - Arturo Prat | Pamela - Juan Pablo     | Juan Pablo        | Mario               | Habilidad     | Mario          |
| 18     | Angélica - Gabriel  | Andrea - Arturo Longton | Arturo Longton    | Arturo Prat         | Destreza      | Arturo Longton |
| 19     | Angélica - Gonzalo  | Pamela - Gabriel        | Gabriel           | Juan Pablo          | Equilibrio    | Juan Pablo     |
| 20     | Camila - Gabriel    | Pamela - Gonzalo        | Pamela            | Andrea              | Habilidad     | Pamela         |
| 21     | Angélica - Gabriel  | Andrea - Gonzalo        | Andrea            | Camila              | Habilidad     | Camila         |

En la semana 11 no hubo eliminado, porque se realizó el repechaje.

En la semana 17 comienzan las competencias individuales.

### Competencias
- 1.ª competencia en equipo: Consistía en trasladar elementos de un extremo de un campo hasta el otro, con los cuales al finalizar servirían para armar una carreta, la cual el equipo completo debía trasladar al otro extremo para así lograr la victoria.

- 2.ª competencia en equipo: Consistía en que cada participante debía cruzar un campo dentro de una rueda la que estaba limitada por unos rieles en ambos lados(en caso de que el participante se saliera de los rieles debía bajarse de la rueda volverla a su lugar y continuar con el trayecto) hasta llegar al otro lado, una vez allá se tomaba un pergamino y subía otro compañero más a la rueda, de modo que volvía ambos dentro de la rueda, una vez trasladados todos los participantes del equipo éste subía a una tarima, tomaba la réplica del bastón de Mateo de Toro y Zambrano y gritaba "¡Junta queremos!" para así lograr la victoria.

- 3.ª competencia en equipo: Consistía en que cada participante debía cruzar un laberinto, al llegar al otro lado debía izar una bandera(cada participante la izaba hasta llegar a un nudo), al llegar el último participante de vuelta del trayecto todos los integrantes del equipo debían dirigirse a través del laberinto e izar la bandera hasta que llegara a su tope, el primer equipo que lo consiguiera lograba la victoria.

- 4.ª competencia en equipo: Consistía en que cada participante debía cruzar una estructura de palos delgados haciendo equilibrio sobre ella hasta llegar al otro lado tomar una estaca que otro compañero le facilitaría, realizar el trayecto de vuelta y colocar la estaca en palo de modo que al llevar todas las estacas se construiría una especie de escalera la que debían escalar y rescatar una sable que se encontraba en la cima para así conseguir la victoria. Si caían en el trayecto de ida otro compañero debía comenzar el trayecto, y el que cayó repetirlo hasta lograrlo, si caía en el trayecto de vuelta continuaba desde el lugar en que había caído. Como la competencia se prolongó por demasiado tiempo se permitió que los participantes cruzaran en estilo libre la estructura.

- 5.ª competencia en equipo: Consistía en que cada participante debía trasladar sacos al otro extremo de un campo subirlo a través de una cuerda y una polea a una estructura, bajar la cuerda y volver de regreso. El número de sacos por trasladar era 20 por lo que en el caso del Equipo Libertad debía hacer dos veces el trayecto cada participante y en el caso del Equipo Independencia cuatro participantes debían repetirse una tercera vez. Al completar el traslado de los sacos el último participante que llevó saco debía volver de regreso y rescatar una lanza para lograr la victoria.

- 6.ª competencia en equipo: El equipo debía disgregarse para cumplir diferentes tareas para llegar a un objetivo común. Al comenzar la prueba una persona por equipo debía nadar para llegar a una gran rueda, dentro de la cual se metería y permanecería el resto de la prueba. Dicha rueda poseía unos compartimientos, de modo que al rodar botaría agua que antes había recogido al hacer contacto con el agua que estaba bajo ella. El agua que caía debía ser recolectadas en unos recipientes que se encontraban al final de un largo palo que sostenía otro miembro del equipo, para luego echarla en otro recipiente que le sería otorgado por otro miembro del equipo, dicho miembro debía partir de la orilla(cuatro personas por equipo realizaban esta tarea) con el recipiente y llegar nadando hasta la estructura que estaba sosteniendo la rueda. Luego al recibir el recipiente lleno con agua este participante debía volver a la orilla haciendo equilibrio sobre unos palos(los mismos por los que pasó el participante de la rueda), para así llegar a la orilla y poder vaciar el contenido del recipiente en un barril, el que se debía llenar hasta lograr hacer caer una bandera que subía a medida que subía el agua, finalmente dos integrantes debían llegar a una zona, tomar un elemento (?) y gritar la célebre frase "O vivir con honor o morir con gloria".

- 7.ª competencia en equipo: Consistía en un trabajo en parejas en donde ambos debían ir deslizándose sobre una plataforma de madera, impulsados con la fuerza de sus brazos al ayudarse con una barra del mismo material ubicada paralelamente a la plataforma. Al llegar al otro lado, debían tomar y trasladar hasta el comienzo ciertos artículos (municiones) uno por uno. Una vez trasladados los ocho objetos, todos los integrantes del equipo debían cruzar al otro extremo en búsqueda de un cañón, el que sería trasladado hasta el lugar de inicio. El primer equipo que llegase a la partida con el cañón y gritase: "Tenemos patria ciudadanos", era el equipo ganador.

- 8.ª competencia en equipo: Cada miembro del equipo debía cruzar unos barriles, que estaban distanciados por varios metros, a través de una tabla. Al llegar al otro extremo debía tomar otro tablón y llevar los dos tablones al inicio, y luego partía el siguiente. Al pasar todos los miembros del equipo debía situarse cada uno en un barril y transportar uno por uno los tablones hasta llegar al último barril, una vez puestos todos los tablones como puente entre los barriles, debían cruzar todo el equipo al otro extremo, derribar una pared y tomar un sable, el equipo que primero tomara el sable, ganaba.

- 9.ª competencia en equipo: Era trabajo en parejas, cada pareja debía cargar un barril, hasta llegar a una estructura, uno subía y el otro corría a buscar una polea, luego de subir el barril a la estructura debía dejarlo caer con la polea al otro extremo, una vez ahí, la pareja corría lo desenganchaba y lo cargaba hasta unas barras paralelas que estaban en el piso, en donde lo debía deslizar, al finalizar estas debían cargarlo y ponerlo sobre una base con la tapa hacia el frente (en la cual había letras), se debía hacer lo mismo ocho veces, la palabra que debían formar con las letras de los barriles era Chilenos, una vez logrado esto uno de los miembros de la última pareja debía correr, tomar una palo que había entre las dos estructuras y regresar con equipo, quien primero logarar todo esto era el equipo ganador.

- 10.ª competencia en equipo: Cada miembro del equipo debía correr un tramo hasta llegar a una piscina de barro, donde había escondidas varias pelotas rojas y blancas. A cada equipo le correspondía un color: rojo a los de Libertad y blanco a los de Independencia. Los concursantes debían sacar una por turno, salir de la piscina y luego dirigirse a una valla de lanzamiento, donde debían atinar la pelota en un barril que tenía una separación en medio, un mitad para cada color. Si la pelota entraba en el área correcta, el punto era propio, de lo contrario, el punto era sumado al equipo rival. El equipo que primero encestase 8 pelotas, era el ganador.

- 11.ª competencia en equipo: Cada participante debía cruzar un trayecto para llegar al final y ubicar un escudo en atril. El trayecto consistía en: tirarse desde una plataforma al agua, nadar un tramo, subir a una red de cuerdas, tirarse y nadar otro tramo, subir una escalera y cambiar de posición para llegar al otro lado, bajar y nadar hasta una plataforma, tomar el escudo y ponerlo en el atril, de vuelta tenía la opción de subir por la red o subir en una rueda impulsada por sus compañeros. El equipo que primero colocase 10 escudos y tuviera a todos sus participantes en la plataforma inicial triunfaba.

- 12.ª competencia en equipo: El equipo debía distribuir tareas. En la primera etapa cuatro participantes debían cruzar colgándose de una estructura que se deslizaba, solo lográndolo con su propio peso, al pasar todos, más otro integrante del equipo, debían pasar por un puente tibetano hasta el otro extremo, luego al llegar los cinco debían pasar los cinco más otro integrante del equipo que los esperaba ahí, por cuatro barriles, tocando con ambos pies el fondo, luego al cruzar los seis tenían, todos más otro integrante del equipo, que cruzar una piscina de barro transportando una flecha hasta el final del recorrido, y colocarla en un agujero delante de un escudo. Quien primero lograse poner las 7 flechas en el escudo era el equipo vencedor. En caso de que algún participante no lograra pasar la primera prueba, un integrante del equipo debía hacer todo el recorrido y buscar un palo con el que lo ayudaría.

- 13.ª competencia en equipo: un integrante del equipo debía estar encadenado en un extremo del campo, a través de una cadena con 5 candados. Desde el otro extremo del campo debían partir los otros cinco integrantes del equipo, cada uno llevando una llave para abrir un candado, pero para llegar al encadenado debían cruzar una estructura de palos colgantes afirmándose de una cuerda, una vez abierto el candado debían ponerlo en una argolla que colgaba del cuello del amarrado, y luego volver al comienzo por la estructura de palos. El trayecto se debía repetir hasta que todos los candados fueran abiertos y el amarrado liberado, al llegar el 5º integrante al comienzo debía el amarrado cruzar la estructura de palos y colgar la argolle con los 5 candados en un clavo. Quien primero lo lograse era el equipo ganador.

- 14.ª competencia en equipo: Cada integrante del equipo debía superar tres etapas, y volver al comienzo. la primera etapa consistía en cruzar colgando o de un pasamano o sobre una red, la segunda etapa debían cruzarla por un trapecio(el que debía alcanzar con un palo con garfio) o colgando de un palo, y en la tercera etapa debían correr sobre un camino llegar al otro extremo y colocar una moneda en un caballete, todo esto sobre una piscina, luego volver, corriendo, cruzando el palo, y caminando sobre la red(respectivamente en cada etapa). El equipo que hiciera el recorrido siete veces y volviera al inicio era el ganador.

- 15.ª competencia en equipo: todo el equipo, menos 1, estaban sobre una plataforma, el uno restante estaba al otro extremos, desde donde debía empujar y llevar un carrete grande sobre el cual debía ir cada integrante del equipo haciendo equilibrio ayudándose con una cuerda, una vez al otro lado, debía tomar una estrella y volver al inicio, colocar la estrella en un palo y el otro integrante debía volver con el carrete, este trayecto debía ser hecho 7 veces. El equipo que primero juntase las 7 estrellas era el ganador.

- 1.ª competencia individual: Cada participante debía abrazarse a un palo colgado verticalmente sobre una piscina de agua. Debía ayudarse afirmándose en unos palos perpendiculares al principal(2 uno a cada lado). Quien más durase abrazado era el inmune.

- 2.ª competencia individual: Cada participante partía corriendo un tramo hasta llegar a una piscina de barro haciendo cruzar una cuerda con él, una vez al otro lado, al salir de la piscina, debían correr y arrastrar un barril hasta el borde de la piscina, y amarrar la cuerda él, al hacerlo debía volver al inicio y tirar de la cuerda haciendo cruzar con ella el barril, los hombres debían hacer esto dos veces y las mujeres una, una vez cruzaran el o los barriles debían atravesar por última vez la piscina, y al llegar al otro lado subirse en una barril, quién primero lo lograse era el inmune.

- 3.ª competencia individual: Cada participante partía empujando un carro hasta cruzar una pista, una vez al otro lado tomaba un saco, lo ponía en el carro y volvía al punto de partida, ya ahí debía subir al carro y colgar el saco en unos ganchos que había en un arco sobre ellos, el hombre que colgase 4 sacos y la mujer que colgase 2 sacos eran los inmunes.

- 4.ª competencia individual: Cada participante partía empujando un durmiente, el cual estaba atravesado por unos cables, los que hacían las veces de riel, por un tramo, el que tenía una piscina de barro al medio, al llegar al otro lado debía tomar otro durmiente, y volver con ambos al punto de partida, el hombre que primero llevase 7 durmientes al punto de partida, y la mujer que llevase 4 eran los inmunes.

### Duelos
- 1º duelo: Consistía en ordenar, en una estructura similar a un ábaco, unas figuras de manera que en cada columna hubieran piezas de la misma figura. Las figuras estaban ya ubicadas en esta estructura, pero desordenadas, y había que ordenarlas de la misma manera que se mueven los discos de las Torres de Hanói.

- 2º duelo: Consistía en que cada participante debía desenterrar 4 palos de la tierra, el primero que lo lograra conseguía la victoria.

- 3º duelo: Consistía en que cada participante debía cruzar por un palo, rescatar una estaca, enterrarla en hoyos previamente hechos, hasta completar u camino hasta una antorcha la que debían encender para conseguir la victoria.

- 4º duelo: Consistía en que ambos participantes estaban amarrados de la cintura por una misma cuerda, la que debían tirar para así lograr llegar hasta un madero en el que había 5 sables, los que se debían trasladar uno por uno hasta otro madero, el primero que lo conseguía era el vencedor.

- 5° duelo: Los dos duelistas debían equilibrarse sobre un barril que rodaba sobre dos rieles de madera y que unían dos plataformas de paja. En el extremo contrario al de inicio había bolas de acero que se debían llevar de nuevo al inicio y desde allí lanzarlas a un barril con un agujero. El ganador era el primero que embocaba 3 bolas de acero.

- 6º duelo: Cada participante debía ir deslizándose en el suelo sobre un palo, ayudándose con las fuerzas de sus brazos al ir tirando de una cuerda, y llevando una estaca, al llegar al otro lado debía poner la estaca en un palo con agujeros. Al transportar todas las estacas en el palo se formaría una escalera, la que les ayudaba a alcanzar una campana, quien tocara primero la campana era el ganador.

- 7º duelo: Cada participante debía, primero, desatar unas cuerdas, las que en su otro extremo tenían un sable, el que podían mover a través de la cuerda. Luego, con él, intentar tomar un membrillo que estaba justo abajo de él y acercar ambos (sable y membrillo) hacia el mismo, tomar el membrillo y depositarlo manualmente en un recipiente que estaba al lado de la estructura. Luego devolver el sable a su lugar inicial, y envainarlo, quién primero lograra esto con cinco sables era quien conseguiría la victoria.

- 8º duelo: Había una estructura alta, sobre la cual había muchas varas de coligüe, entre las cuales había varias pelotas. Cada participante debía sacar por turnos una vara sin botar ninguna pelota. A quien primero se le cayeran 10 pelotas, era el eliminado.

- 9º duelo: En una pirámide de maderos había dos cuerdas de 50 m enrolladas. Cada participante debía desenrollar su cuerda completamente, y luego enrollarla en una rueda giratoria sin que quedase ningún nudo. Al terminar esto, debía subir a la pirámide y sacar un saco de monedas que colgaba sobre ella. Quien primero lo sacase, era la vencedora.

- 10º duelo: Cada participante debía cruzar un pasamano, al llegar al otro lado debía tomar una vasija y en ella transportar agua para lograr hacer contrapeso en una estructura de dos barriles. Al regresar con el agua debían pasar haciendo equilibrio sobre un palo. Quien primero lograse que su barril hiciera el contrapeso necesario para tocar el suelo, era el ganador.

- 11º duelo: Ambas participantes estaban amarradas de la cintura por la misma cuerda, y debían tirar de ella para lograr su objetivo e intentar que su contrincante no lo hiciera. El objetivo era mover 8 palos enterrados a otro hoyo que estaba paralelo a éste, los primeros 7 palos estaban a la misma distancia, pero el octavo estaba al lado del 1.er palo, y debían ponerlo al lado del 7.º en el centro del campo de duelo. Quien primero enterrase los 8 palos, era la ganadora.

- 12º duelo: Cada participante debía trasportarse en una estructura, la que tenía agujeros para meter unos zancos(4) sobre los que iban los participantes, arriba de cada zanco había una vela, la que debía ir encendida hasta llegar al otro extremo, una vez ahí debía encender una vela y volver, no sin antes apagar las velas de los zancos, debían repetir tres veces el trayecto. Quién encendiese las tres velas primero era el ganador.

- 13º duelo: cada participante debía terminar de construir tres paredes, desde el centro hacia el exterior. Para hacer esto debía transportar una tabla a través de las paredes restantes(pasando por arriba o debajo, alternadamente). Al terminar de construir las tres paredes debía cruzarlas nuevamente, y llegar al centro, una vez ahí caminar por el pasillo que se formaba hasta llegar a una campana, la que con un palo debía tocar, quien lograse primero hacer sonar la campana ganaba.

- 14º duelo: En un extremo debía ubicarse el participante y el otro había un barril lleno de agua, del cual cada duelista debía ir sacando agua con un recipiente que sería movido desde el barril hasta ella por una cuerda con un sistema de poleas, el que sería controlado por cada una, una vez el recipiente tuviese agua y llegara a sus manos, sería transportado a un lado, vertiendo su contenido en un vaso grande, quien primero llenase el vaso era la ganadora.

- 15º duelo: Cada duelista estaba sentado en lo alto de una estructura sobre dos palos, cada uno en frente del otro, quien con un serrucho cortara los dos palos del contrincante era el ganador.

- 16º duelo: A través de una especie de carril, cada participante debía mover hasta el otro extremo una bola de acero por un sistema de poleas sobre una canaleta inclinada, una vez ubicado el carril, con un palo, que hacía las veces de brazo, que tenía un imán en el extremo debía tomar la bola de acero y llevarla hasta un tablero y lograr que permaneciera ahí sin caer en los oyos que éste tenía. El primer participante que pusiera 8 bolas de acero en el tablero era el ganador.

- 17º duelo: cada participante debía tomar una bola, ponerla en un pedestal bajo una estructura, subir a ésta por una red ubicada verticalmente, luego bajar hacia adelante donde había dos pisos, ambos hechos de redes, al bajar de la segunda podían tomar la pelota del pedestal y así dirigirse hacía una especie de barrera, en donde tomaba una canaleta para dirigirla a unos palos que iban a contener la bola, quién primero encestase 3 bolas era el vencedor.

- 18º duelo: cada participante debía recorrer un tramo, una especie de pista de obstáculos, la cual el objetivo era transportar 10 estacas, entre los obstáculos incluían un palo sobre donde debían hacer equilibrio, una escalera y un palo sobre el cual debían colgar. Quien primero transportase las 10 estacas ganaba.

- 19º duelo: cada participante se debía parar tras una valla, desde donde con un gancho debían coger unos palos, moverlos hasta un tubo en el suelo e ir a recogerlo, luego llevarlo a una estructura y dejarlo ahí. Quien primero pusiese 12 palos era la ganadora.

- 20º duelo: Cada duelista comenzaba desenrollando la cuerda que estaba en un durmiente, luego la misma cuerda debía irla pasando por argollas que estaban clavadas en un palo, cada vez ascendiendo más, una vez puesta la cuerda en todas las argollas, tenían que estirar la cuerda (que tenía un gancho en el extremo) y engancharla en un palo, quien primero la enganchara era la ganadora.

### Competencias por la inmunidad
Estas competencias era realizadas entre cabildos(a excepción de la primera, la cual fue realizada en la cordillera durante el trayecto a la hacienda) por lo que marginaba de éstas al primer nominado. Muchas de estas pruebas se repitieron más de una vez debido a que eran aplicadas a distintos equipos. En estas pruebas se evalúa principalmente la resistencia.
- 1.ª Competencia: Los participantes debían mantenerse haciendo equilibrio sobre un palo. En una mano tenían un sable el que debían mantener en el aire con el brazo estirado, y en la otra tenían una cuerda con la que se sujetaban. El que durase más era el triunfador.

- 2.ª Competencia: Cada participante se ubicaba bajo una estructura, la cual tenía un barril con agua en su punto más alto, el que debían sostener a través de dos varillas, las cuales tenían un extremo en la base del barril y el otro en las manos del participante. El participante que durara más tiempo sosteniendo el barril era el ganador.

- 3.ª Competencia: Cada participante se debía parar sobre un palo que estaba ubicado horizontalmente, para así sostener a través de una cuerda el peso de un barril. Quien durara más tiempo era el ganador.

- 4.ª Competencia: Cada participante se día parar en un pie sobre un palo enterrado verticalmente en la tierra haciendo equilibrio. En cada una de sus manos tenían una espada, quién durara más tiempo haciendo equilibrio era el ganador.

- 5.ª Competencia: Cada participante estando parado sobre un barril debía sostener sobre su cabeza un palo, horizontalmente, con un balde con maíz a cada lado. Quien más durase era el ganador.

### Competencias por Reingreso
Durante la 11.ª semana se realizó el repechaje en donde dos de los participantes reingresarían al ser los vencedores de las competencias, un hombre y una mujer.

#### Hombres
- 1.ª Competencia1: Cada participante debía hacer equilibrio sobre un palo, luego correr un tramo y trasladar 5 tablones de diferentes tamaños, quien primero los llevase todos era el vencedor.

#### Mujeres
- 2.ª Competencia2: Cada participante debía hacer equilibrio sobre un palo, luego correr un tramo y trasladar 4 sacos, quien primero los llevase todos era la vencedora.

## 1810: La Batalla Final
La final titulada 1810: La Batalla Final fue realizada el 19 de julio en la Estación Mapocho, ubicada en la ciudad de Santiago, en vivo desde las 22:00 horas y logró un índice de audiencia promedio de 38.5 puntos. Los duelos de equilibrio y fuerza fueron realizados en la Estación Mapocho.
| Participantes | Tipo de Competencia | Semi-Finalistas | Tipo de Duelo | Finalistas | Tipo de Duelo | Ganador |
| ------------- | ------------------- | --------------- | ------------- | ---------- | ------------- | ------- |
| Andrea        | Destreza            |                 | Equilibrio    |            | Fuerza        |         |
| Angélica      | Destreza            | Angélica2       | Equilibrio    |            | Fuerza        |         |
| Arturo        | Destreza            | Arturo3         | Equilibrio    | Arturo     | Fuerza        |         |
| Gabriel       | Destreza            | Gabriel1 2      | Equilibrio    | Gabriel    | Fuerza        | Gabriel |
| Gonzalo       | Destreza            | Gonzalo3        | Equilibrio    |            | Fuerza        |         |
| Janis         | Destreza            |                 | Equilibrio    |            | Fuerza        |         |

Nota: Durante el comienzo de la prueba de fuerza, parte del público interrumpió la prueba; debido a la eliminación de Angélica Sepúlveda.
Gabriel obtuvo el 1.er lugar de la competencia, por lo que se le otorga la posibilidad de escoger a su contrincante en el duelo de semifinales. Gabriel escogió a Angélica.

Se enfrentaron en duelo de semifinales.

Se enfrentaron en duelo de semifinales.

## Legado
El legado es entregado por el eliminado de cada semana a cualquiera de sus compañeros. El elegido goza de inmunidad por una semana y puede dormir en la "Habitación del siglo XXI", un cuarto decorado y equipado al estilo contemporáneo. Allí hay ducha, ropa, alimentos, televisor, equipo de música y otras comodidades que el elegido puede compartir con uno de sus compañeros del sexo opuesto solo durante el día. Al salir de la habitación, los participantes deben cambiarse de ropa y volver a usar los trajes de 1810.
| Semana | Eliminado             | Legado                              | Acompañante                          |
| ------ | --------------------- | ----------------------------------- | ------------------------------------ |
| 1      | Natalia Pinto         | Angélica Sepúlveda                  | Arturo Prat                          |
| 2      | Juan Carlos Bustos    | Nicole Ugarte                       | Bruno Grossi                         |
| 3      | Mariana Alcalde       | Pamela Leiva                        | Reinaldo González                    |
| 4      | Aldo Rodríguez        | Mario Ortega Eliana Albasetti       | Marcelo Vega                         |
| 5      | Álvaro Morán          | Juan Pablo Álvarez                  | Janis Pope                           |
| 6      | Leticia Bluee-Blather | Arturo Prat                         | Angélica Sepúlveda                   |
| 7      | Arturo Longton        | Andrea Dellacasa                    | Gonzalo Egas                         |
| 8      | Nicole Ugarte         | Mario Ortega                        | Camila Sanhueza                      |
| 9      | Camila Sanhueza       | Eliana Albasetti                    | Francisco Barrena                    |
| 10     | Gonzalo Egas          | Angélica Sepúlveda Andrea Dellacasa | Arturo Prat Gonzalo Egas (reingresa) |
| 12     | Eliana Albasetti      | Francisco Barrena                   | Camila Sanhueza                      |
| 13     | Rodrigo LaRivera      | Marcelo Vega Gabriel Mendoza        | Pamela Leiva                         |
| 14     | Francisco Barrena     | Camila Sanhueza                     | Arturo Longton                       |
| 15     | Leticia Bluee-Blather | Angélica Sepúlveda                  | Arturo Prat                          |
| 16     | Marcelo Vega          | Gabriel Mendoza                     | Pamela Leiva Angélica Sepúlveda      |
| 17     | Mario Ortega          | Juan Pablo Álvarez                  | Pamela Leiva                         |
| 18     | Arturo Longton        | Gonzalo Egas                        | Andrea Dellacasa                     |
| 19     | Juan Pablo Álvarez    | Gabriel Mendoza                     | Janis Pope                           |
| 20     | Pamela Leiva          | Gabriel Mendoza                     | Janis Pope                           |

     Participante de equipo Libertad.
     Participante de equipo Independencia.
     Participante de equipo Maipú.
     Participante de equipo Chacabuco.
     Participante individual.
La cama que se encontraba en la habitación del siglo XXI fue retirada a pedido del Consejo de la Corporación de Canal 13, el cual argumentó que se recreaba la idea de un motel.

Las películas en DVD que los participantes podían ver en la habitación fueron reemplazadas por capítulos de Los Simpson y otros programas. Esto porque un telespectador advirtió públicamente en su blog que uno de los filmes mostrados en el televisor del cuarto era «pirata». Se trata de la película Gran Torino, dirigida por Clint Eastwood, la cual ni siquiera se había estrenado en los cines chilenos en ese momento.

En la cuarta semana, Aldo dejó el legado a Mario, pero éste renunció a los privilegios de la habitación y permaneció solo con la inmunidad. La elegida por Mario para reemplazarlo en la habitación fue Eliana, quien escogió a Marcelo Vega como acompañante.

También en la cuarta semana, los auspiciadores Jumbo y Entel PCS añadieron nuevos obsequios a la habitación. El primero aportó comestibles y el segundo una llamada telefónica para que la persona que recibió el legado pueda comunicarse con un ser querido en el exterior.

En la sexta semana, Leticia le otorgó el Legado a Arturo Prat, pero en la carta ella indicó que debía ceder el llamado telefónico a Francisco, e invitar a Angélica.

En la séptima semana, Gonzalo le pidió a Arturo Longton que le dejara el legado a Andrea.

La multitienda Johnson's es el nuevo auspiciador y añade ropa a los premios de la habitación en la novena semana.

En la décima semana, Gonzalo le dejó el legado a Angélica, sin embargo, ella decidió tomar solo la inmunidad, y ceder los beneficios de la «Habitación del siglo XXI» a Andrea. Ésta, por su parte, escogió a Arturo como acompañante, no obstante, cuando Gonzalo reingresó a la hacienda días más tarde gracias al repechaje, se convirtió en su acompañante definitivo.

En la duodécima semana, Eliana expresó en su legado que le dejaría la inmunidad a Francisco, pero los beneficios de la Habitación del siglo XXI eran para Camila.

xEn la decimotercera semana, Rodrigo le dejó el legado a Marcelo, sin embargo, éste le cedió los beneficios del siglo XXI a Gabriel. Gabriel, por su parte, le cedió la estadía a Pamela.

El legado desde la decimocuarta semana hasta la unificación de los equipos no incluye inmunidad.

En la decimosexta semana el legado volvió a incluir el beneficio de la inmunidad.

En la decimosexta semana, Marcelo dijo en su legado que Gabriel debía compartir 2 días la habitación con Pamela, y un día con Angélica.

El legado desde la decimoctava semana hasta el fin del programa no incluye inmunidad.

## Parodias
A raíz de la popularidad de 1810, algunas parodias han surgido en otros programas de televisión:

### «Mil chorrocientos diez»
Fue una sección del programa La movida del festival que Canal 13 emitió en febrero de 2009, durante el Festival de Viña del Mar. Su creador fue el mismo que el año anterior realizó Amor tuerto (parodia de Amor ciego).

### «1869, el humor no está en crisis»
Sección humorística exhibida regularmente por el programa Morandé con compañía de Mega, con el comediante Ernesto Belloni como protagonista.

## Hechos destacables
- Los antiguos nombres de los equipos eran los mismos que los de los transbordadores de la película Armageddon («Libertad» e «Independencia»).
- Rodrigo La Rivera fue el único participante en pertenecer a tres equipos: Libertad, Independencia y Chacabuco.
- Los finalistas de La granja, Gonzalo Egas y Arturo Longton, fueron los primeros eliminados VIP por competencia, pero ambos volvieron en instancias de repechaje. Arturo Prat venció a Gonzalo en el duelo en el cual fue eliminado, y a Arturo Longton en su segunda partida.
- Es el reality show chileno con más desfase entre grabación-emisión, al atrasarse cerca de dos meses. Esto fue decisión de la producción por sus buenos resultados. La grabación del reality finalizó a mediados de mayo, el último episodio del reality desde la hacienda se transmitió el 16 de julio, y la final se realizó el día 19 de julio.
- El episodio 72, transmitido el 14 de mayo, fue el más polémico. Camila se enfrentaba a duelo con Leticia y al comienzo de la prueba, Angélica y varios participantes más se dieron cuenta de que el duelo de eliminación estaba supuestamente injusto, ya que el barril que ocuparía Camila estaba más adelante que el de Leticia. Pese a ello, la prueba se comenzó, Leticia sacó ventaja, hasta que Camila la superó y a Leticia se le hacía cada vez más difícil. Leticia, por petición de Angélica que no paraba de gritar, le pidió a producción que observaran la diferencia. El productor dijo que no notó nada y les dijo a las participantes que continuaran la prueba y que la que no continuaba, quedaba fuera del reality. Angélica hizo un escándalo que todo el equipo Chacabuco detestó, y ella manifestó que abandonaría el reality al no aguantar una situación así. Finalmente porqué Leticia se lo pidió, Angélica se quedó en el reality.
- En el segundo cabildo de la 18.ª semana, Arturo Prat irrumpió en una nominación. Angélica llamó a nominación a Gonzalo, pero Arturo Prat lo detuvo y pasó al frente afirmando: "Aquí todo el mundo hace lo que quiere, ahora yo voy a hacer lo quiera", por lo que Angélica se enfada y vuelve a su puesto y Arturo continuaba al frente diciendo que hablaría, mientras Raquel exigía orden. Arturo le dijo a Angélica: que era preciosa, y que disculpara sus dichos de los que no se arrepentía pero si lamentaba haberlos pronunciado, y le agradece por acompañarlo y cuidarlo. Discurso que concluyó con un aplauso de sus compañeros, mientras Angélica se mostraba indiferente. A lo largo de toda esa nominación Arturo enfrentó a todos quienes lo nominaron y tienen o tuvieron una mala relación con Angélica, demostrando con sus argumentos que habían sido poco tolerantes con ella.
- En el spot publicitario de la batalla final, publicado aún con el reality en emisión, solo 6 rostros son mostrados, excepto el de Camila, participante que según la emisión, seguía dentro de la competencia. Además en el sitio web del reality promocionan a los finalistas con videos y sesiones de fotos, e incluso al ingresar al sitio salían en la franja superior los rostros de 6 participantes más la cuenta regresiva para la gran final. Dándose a conocer así que Camila no era una de las finalistas 1 semana antes de transmitirse el duelo y casi 2 semanas antes de la final del reality.
- A partir de la eliminación de Eliana Albasetti, todos los eliminados fueron dados a conocer por programas de farándula.

## Invitados
| - Katty Kowałeczko - Pamela Díaz - Eduardo Bonvallet - Juan Falcón - Carolina Arregui - Belén Soto - Orietta Grendi (Amanda del Villar) | - Marcelo Zunino - Javier Margas - Soledad Onetto - La Noche - Natalino - Javiera Parra - Paula Larenas | - Eliseo Salazar - Reggaeton Boys - Daniel Muñoz - Sergio Lagos - Sebastián Jiménez - Luis Andaur - Jordi Castell | - Constanza Moya - Oscar Garcés - Alex Gerhard - Aline Blanc - Christian "Black" Jara - Débora Cortés |

## Actividades
Los participantes han tenido variadas actividades, entre las cuales nombramos:
Canto, pintura, baile, entrenamiento militar, cocina, equitación, buenas costumbres de época, arquería, manualidades, pulpería con Matilda, Husares de la Muerte,